# AVI Records
La AVI Records è un'etichetta discografica indipendente statunitense.

## Storia
La AVI (acronimo di American Variety International) venne fondata a Los Angeles alla fine degli anni sessanta. L'etichetta pubblicò musica di molti generi musicali diversi prima di specializzarsi, durante gli anni settanta, alla disco music per sintetizzatore ispirata a Giorgio Moroder; il rinnovamento stilistico dell'etichetta venne affidato ai produttori Laurin Rinder e W. Michael Lewis, che ebbero particolare successo con il loro progetto El Coco. Oltre al duo di produttori, coloro che hanno pubblicato dischi per la AVI vi sono Liberace, che fu proprietario dell'etichetta, The Fairfield Four, Lowrell Simon, David Benoit, Alicia Bridges e Captain Sky.